# Уэлш, Джеймс
Джеймс Уэлш (1880—1954) — британский шахтёр, профсоюзный и политический деятель, поэт и писатель

. Член Лейбористской партии; входил в состав парламента Великобритании с 1922 по 1931 год и с 1935 по 1945 год.

## Биография
Джеймс Уэлш родился 2 июня 1880 года; работал в угольных шахтах с двенадцатилетнего возраста; опыт полученный им при добыче угля лёг в основу его произведений «Подземный мир» (The Underworld, 1924), «Морлоки» (The Morlocks, 1925), которые описывали жизнь рабочих горнодобывающей промышленности.
Позднее он вошёл в состав горного союза Великобритании и в 1918 году выставил свою кандидатуру на всеобщих выборах в избирательном округе Ланарк, но на этих выборах проиграл.
На всеобщих выборах 1922 года он был избран в члены парламента от избирательного округа Coatbridge, где затем переизбирался в 1923, 1924 и 1929 годах, пока на выборах 1931 года победу там не одержал кандидат от Консервативной партии Великобритании Уильям Патерсон Темплтон.
В 1935 году Д. Уэлш вновь вернулся в большую политику в качестве члена Палаты общин Великобритании и занимал место до неудачных для него выборов 1945 года после которых он ушёл в отставку.
Джеймс Уэлш умер 4 ноября 1954 года.
Для коммунистической пропаганды пример современника, который из самых низов смог выбраться в высший свет без всяких переворотов был как кость в горле, потому и его сочинения получили далеко нелестную оценку у советских критиков; так в «Литературной энциклопедии» Н. Егорова писала:

«Лирический пафос дурного вкуса, банальнейшие описания природы, дешевая эстетизация — вот моменты, характерные для творчества У., выхолащивающего революционное содержание из рабочей тематики, не понимающего революционной миссии пролетариата. »

Время всё расставило по своим местам: Уэлш занял подобающее место в истории английской литературы, а авторы подобных критических сочинений упоминаются в настоящее время скорее как карикатурные персонажи, нежели как серьёзные исследователи.